# Konduktans
Konduktans är ett mått på elektrisk ledningsförmåga hos en ledare. Det är det reciproka värdet av en ledares  resistans R, 
{\displaystyle G={\frac {1}{R}}}
där konduktansen betecknas med G och har enheten siemens S. 1 S = 1 Ω-1. Den är till skillnad från konduktivitet inte en materialegenskap utan en egenskap hos en specifik ledare.
Ibland betecknas konduktans, företrädesvis i USA, Mho och med symbolen ℧.
Om resistansen R ersätts med konduktansen G kan Ohms lag skrivas
{\displaystyle I=G\cdot U,}
"Siemens lag" eller Ohms lag för ledningsförmåga.

## Seriekoppling av konduktanser
Det totala motståndet för en seriekoppling av resistanser är
{\displaystyle R=R_{1}+\dots +R_{n}}.
Med {\displaystyle R={\frac {1}{G}}} och {\displaystyle R_{k}={\frac {1}{G_{k}}}}, kan seriekopplingen skrivas med hjälp av konduktanser som
{\displaystyle {\frac {1}{G}}={\frac {1}{G_{1}}}+\dots +{\frac {1}{G_{n}}}\Rightarrow G=\left({\frac {1}{G_{1}}}+\dots +{\frac {1}{G_{n}}}\right)^{-1}}

## Parallellkoppling av konduktanser
Det totala motståndet R för en parallellkoppling av n resistorer kan bestämmas ur
{\displaystyle {\frac {1}{R}}={\frac {1}{R_{1}}}+\dots +{\frac {1}{R_{n}}}}.
Med {\displaystyle R={\frac {1}{G}}} och {\displaystyle R_{k}={\frac {1}{G_{k}}}},
gäller för en parallellkoppling av konduktanser:
{\displaystyle {\frac {1}{\frac {1}{G}}}={\frac {1}{{\frac {1}{G}}_{1}}}+\dots +{\frac {1}{{\frac {1}{G}}_{n}}}\Rightarrow G=G_{1}+\dots +G_{n}\,}